# Asana
Asana je riječ koja dolazi iz sanskrtskog korijena "as" što znači sjediti ili biti utvrđen u određenom položaju, a označava određeni položaj u kojem se možemo opušteno zadržati dulje vrijeme. Druga definicija asane je postavljanje različitih udova tijela na različite načine. Patanđali je u svojem djelu Joga sutre samo položaj za meditaciju nazvao asana, dok je tjelesne vježbe nazvao "joga vjajam" (vježbe joge). Međutim, vremenom se u svakodnevnoj uporabi naziv asana počeo odnositi i na dinamičke vježbe.

## Povijest
Prema tradicionalnom vjerovanju i spisima, Bog Šiva se smatra izvornim osnivačem joge, uključujući i asane. Vjeruje se da je on kreirao sve asane, a znanje o njima da je prenio na svog prvog učenika, svoju suprugu Parvati. Prema klasičnom tekstu o jogi Gheranda samhit,  bilo je preko 8 milijuna asana koje predstavljaju inkarnacije kroz koje svaka individua treba da prođe prije nego što dostigne oslobođenje iz ciklusa rađanja i umiranja. Tijekom povijesti znanje o asanama se gubilo, tako da su mnoge asane modificirane te se njihov broj smanjio, pa se danas zna za nekoliko stotina asana.  Znanje o jogi i asanama naraštajima se prenosilo s učenika na učitelja, ali poslije su se ta znanja počela zapisivati, tako da danas imamo zbirku tekstova koji su izvor za proučavanje joge.
Neki akademski autori s pozicije kritičkoga povijesnog razmatranja sugeriraju određeni broj mogućih vanjskih utjecaja u razvoju fizičkog aspekta joge. To uključuje vojne vježbe u drevnijim vremenima, ali i suvremenu zapadnu tjelovježbu. U dostupnim tradicionalnim spisima broj asana je vrlo ograničen i predstavlja tek djelić suvremenih praksi pa postoji vrlo rašireno i argumentirano uvjerenje kako su neki učitelji poput Krishnamacharye asimilirali i modificirali različite prakse kako bi se uklopile u jogički sistem i proširili njegove mogućnosti u fizičkom djelu prakse.

## Imena asana
Mnoge asane izvedene su iz pokreta ili položaja životinja, pa stoga neke asane nose naziv: "mačka", "kobra", "tigar", "zec", "srna" i slično. Na primjer, asana marđari (mačka) služi istezanju kralježnice, bhuđangasan (kobra) služi za oslobađanje od negativnih emocija, a sasankasan (zec)  za opuštanje. Također, mnoge asane nose nazive po biljkama, kukcima, vodenim životinjama i pticama. Neke asane imenovane su i po indijskim herojima Virabhadra i Hanuman, dok su druge dobile nazive po svetim osobama Kapila, Bharadvaja i Višvamitra.

## Osnovna načela asana
Osnovna svrha asana je otvaranje napetih područja tijela te ispravljanje njegovih krivih struktura, pogotovo u području kralježnice. Sve to mora biti usklađeno s pravilnim disanjem (pranajamom). Asane uvijek treba uskladiti s dahom i koncentracijom na njega dok pokret prati dah, a ne obrnuto. Dok izvodimo asane treba disati uz takozvani uđaji dah, tj. dah koji se čuje dok dišemo, a uz svaki se pokret udiše ili izdiše. Pokreti koji šire prsni i trbušni dio uvijek su povezani s udahom, a pokreti koji skupljaju prsni i trbušni dio uvijek su povezani s izdahom. Dah i pokret treba da budu ujedinjeni tako da svaka akcija potiče drugu, a za svaki pokret tu je odgovarajući dah. Zbog svega navedenog pranajama je vrlo bitan element za izvođenje asana.
Nakon jedne izvedene asane, druga asana mora biti suprotnog djelovanja, npr. ako se određeni dio tijela u jednoj asani savija idućom bi ga asanom trebalo istezati. Mjera uspješnosti izvođenja asana je kvaliteta daha, a on treba biti smiren i lak.
Stabilnost i ugoda temeljna su načela asana, a tu je i pravilna priprema prije vježbanja koju čine duh, dah i tijelo koje treba zagrijati. Duh se priprema pozitivnim osjećajima prije vježbanja, a dah se mora pripremiti pročišćavanjem pluća od ustajalog zraka uz pomoć zvučnog disanja (uđaji). Tijelo se priprema zagrijavanjem zglobova i istezanjem kralježnice. Istezanje koje se čini pri vježbanju asana treba izvoditi pažljivo da bi se spriječilo preveliko istezanje mišića i zglobova.
Asane se izvode na dva načina: dinamično uz ponavljanje i statično ostajući neko vrijeme u položaju. O dinamičnom načinu izvođenja je riječ onda kada se ne zadržavamo u joga položaju, već pri udahu ili izdahu zauzmemo i napustimo položaj, a statični je položaj kada zauzmemo položaj i u njemu mirujemo. Odmor je bitan za izvođenje asana, jer ako se zadišemo i nismo u stanju kontrolirati dah i vježbanje će biti nepravilno.

### Faze asana
Sve faze jednako su važne i trebaju se izvesti u potpunosti povezane s koncentracijom na dah. Najčešće ozljede pri izvođenju asana nastaju iz nedovoljnog posvećivanja pažnje ulazu i izlazu iz asane te kroz nagle i neoprezne pokrete. Svaka asana ima tri faze: ulaznu, statičnu i izlaznu.
- Ulazna faza je zauzimanje početnog položaja gdje se lagano kreće prema krajnjem položaju.
- Statična faza je krajnji nepokretni položaj tijela, tj. održavanje položaja. U ovom položaju tijelo se zadržava neko vrijeme i koriste se samo oni mišići koji su neophodni za održavanje položaja dok su ostali potpuno opušteni.
- Izlazna faza je kad se iz nepokretnog položaja vraćamo u neutralni položaj. To je obrnuti slijed ulazne faze.

### Kategorije asana
Svaki položaj ima svoju osnovu preko koje se držimo na tlu dok vježbamo. Kada je osnova položaja stabilna kralježnica može da se izduži dok dišete, a svi joga položaji (asane) samo su varijacije načina na koji se kralježnica može pokretati. Svako tijelo ima tri osnovna položaja: stajaći, sjedeći i ležeći. Postoje različite kategorije asana u skladu s njihovom osnovom. To su:
- stojeći položaji kojima su osnova stopala
- položaji ležanja na leđima kojima je osnova stražnja strana tijela
- položaji ležanja na trbuhu kojima je osnova prednja strana tijela
- položaji naglavačke kojima su osnova glava, vrat i ramena, vrat i ramena, laktovi i podlaktice, dlanovi i ruke
- položaji sjedenja kojima su osnova stražnjica i noge

## Upute ze vježbane asana
U početku treba krenuti vježbati s jednostavnijim asanama pri kojima se osjeti stabilnost položaja. Kada vježbač postane stabilan i bude u mogućnosti da se isteže u skladu s disanjem bit će mu jasniji i kompliciraniji položaji. Dok se asane izvode treba disati na nos i ujednačeno, a položaji se ne smiju raditi naglo, nekontrolirano ili nepažljivo.  Vježbati treba bez ometanja televizije, neugodnih zvukova, mirisa i pri ugodnoj temperaturi, a odjeća treba da bude lagana. Asane ne treba raditi nakon jela kada je želudac pun, jer će se biti teže pokretati i neće se moći izvoditi potpuno joga disanje.

## Asane i njihova dobrobit
Asane su kao i drugi oblici tijelovježbe korisni za zdravlje. Budući da disanje ima vrlo bitnu ulogu pri vježbanju asana, korisne su za poboljšan rad dišnih organa. Istraživanja su pokazala da većina ljudi diše plitko i površno te zbog toga organizam ne dobiva potrebnu količinu kisika, pa to oslabljuje metabolizam. Također vježbanje asana povoljno je za krvotok i reumatske tegobe. Vježbanjem asana povećava se gipkost kralježnice i zglobova, a mišići se opuštaju i jačaju. Dobre su i za imunitet, cirkulaciju i stabilizaciju krvnog tlaka.

## Primjeri uobičajenih asana
- Ado-muka-shvanasana
Pas spuštene glave
- Dvipada pitham
Položaj s osloncem na stopalima
- Baddha konasana
Položaj spojenog kuta
- Parshvakonasana
Bočno istegnuti kutni položaj
- Halasana
Plug
- Padma-sarvangasana
Lotos u svijeći
- Shirshasana
Stoj na glavi
- Savasana
Položaj mrtvaca

## Vanjske poveznice
- Baza asana - Yogajournal.com
- VIH joga blog  Arhivirana inačica izvorne stranice od 31. ožujka 2016. (Wayback Machine)